# 튜멘 국립대학교
튜멘 국립대학교(Tyumen State University/ Тюменский государственный университет) - 튜멘주의 첫번째 대학으로 1930년에 개교하였다. 175 개의 분야의 전문가를 배출하고 있는 학교이다. 본 대학은 세계 최고로 손꼽히는 연구 및 교육 센터 중 러시아 대학의 국제 경쟁력을 강화하는 5-100 프로젝트에 참가하고 있다.

## 일반 정보
본 대학교는 15개의 건물로 구성되어 있으며,도시의 역사적인 부분에 위치하고 있다.이 교육 기관에는 토볼스크, 이심, 니즈네바르톱스크, 수르구트, 노비우렌고이 시에 있는 원격 교육 연구소 및 국제 협력 지역 연구소를 포함한 13개의 기본 기관이 포함되어 있다.
튜멘 국립대학교에 재학 중인 학생 수는 27,000여명, 외국인 학생은 1,900여명이다. 총직원 수는 2,000여명 이상이다.
튜멘 국립대학교는 'HeadHunter'로부터 28위에 선정되었으며,이는 러시아 채용포털 '러시아 고용주 등급'에서 유일한 대학이다.
학습 형태: 풀타임(정규학기, 9월 학기제), 파트 타임, 저녁, 학사, 석사, 박사(이거는 올바르게 번역하기가 까다롭네요)
1930년, 튜멘 지구 협의회 실행위원회의 명령에 따라 튜멘 농업 교육학 연구소 (Agroped)가 설립되었다. Agropeda의 틀 내에서 농경 학, 화학 생물학 및 물리 기술 부서가 만들어졌다. Vladislav Severny는 Tyumen Agropeda의 첫 번째 총장으로 임명되었다. 1932년에 물리학, 수학 및 자연 과학 학부가 설립되었다.
1973년 1월 1일, 튜멘 교육연구소는 국공립 대학교로 공식 인정되었다.
2011년 튜멘 주립대학교와 튜멘 주립 석유 및 가스 대학교의 합병으로,웨스트 시베리아 연방 대학교(ZSFU)의 설립계획이 공개되었지만 시행되지 못했다.
2017-2020년에 튜멘 지역 정부는 "대학을 위한 튜멘 이니셔티브" 프로젝트를 시작했다.프로젝트는 대학의 중복 전문성을 줄이고 효율적인 공동 연구를 위해 시행되었다. 2019년 튜멘 국립대 학교는 국가 프로젝트 "과학"에 따라 국가 최초의 과학 및 교육 센터 (REC)의 기반대학으로 선정되었다. 서 시베리아 지역의 REC, 한티 만시 스크 자치구,유그라 지역 및 야말로로네네츠 자치구, 튜멘 마크로 지역의 대학과 과학 기관들은 전부튜멘 국립대학교로 통합되었다.
대부분의 외국인 학생들은 주로 중앙 아시아 출신의 CIS 국가 출신입니다 (2019년 1월 10일 기준, 880-카자흐스탄, 621-우즈베키스탄). 2015년 이래로 CIS 국가가 아닌 국가에서 준비 부서의 학생과 연수생 수는 콜롬비아와 기타 라틴 아메리카 및 아랍 국가에서 가장 빠르게 증가하고 있다. 600 명의 외국인이 원격 교육 연구소에서 공부한다.
튜멘 주립 대학에는 아랍 센터, 라틴 아메리카 및 카리브해 센터, 중국 센터, 한국 센터 등 외국인 학생 및 전문가에게 지원 서비스를 제공하기 위해 국가 센터 네트워크가 구축되었다. 오스트리아와 헝가리 사무소가 설립되었다. 대학은 외국 학생들을 위한 자원 봉사 지원을 조직했습니다-친구. 튜멘 주립 대학 유학생 협회가 결성되었습니다 . 러시아 국가 교류 프로그램 동창회에서 첫 번째로 러시아 연방 대통령의 해외 유학 장학금과 국가 프로그램 "글로벌 교육" 동창을 포함하여 설립되었다. 축제 "CultFest"는 매년 개최된다.
교육 기관(학부)
- 금융 및 경제 연구소 (IPPE);
- 주법 연구소 (IGiP);
- 수학과 컴퓨터 과학 연구소 (IMiKN);
- 화학 연구소 (InChem);
- 물리학 및 기술 연구소 (FTI);
- 지구 과학 연구소 (InZem);
- 생물학 연구소 (InBIO);
- 사회 과학 및 인문 연구소 (SotsGum);
- 물리적 문화 연구소 (IFC);
- 원격 교육 연구소 (IDE);
- 생태 및 농업 생물학 연구소 (X-BIO);
- 고급 학습 학교 (SAS);
- 국제 협력을 위한 지역 연구소 (RIMS);
- 폴리 테크닉 스쿨 ;
- 심리학 및 교육학 연구소 (IPiP);